# Alcohol Etílico (álbum)
Alcohol Etílico es el segundo álbum de estudio de la agrupación de rock argentino Alcohol Etílico. Fue publicado en el año 1988 bajo el sello EMI y editado en gran parte de América Latina. El videoclip de la canción Una noche de aquellas, irrumpió en todos los canales de televisión y Rocas en mi mente fue el más escuchado en las radios F.M..[cita requerida] En 1989 viajan a actuar a por primera vez en Colombia compartiendo escenario con estrellas de nivel internacional. El disco se editó en Argentina, Chile, México, Colombia y Centroamérica.

## Lista de canciones
1. Una noche de aquellas (Raúl F. Gómez/Sergio Embrioni)
2. Emociones violentas (Raúl F. Gómez/Javier Segura)
3. Llevo tu recuerdo en la piel (Raúl F. Gómez)
4. Ya no engañas (Raúl F. Gómez)- (04:04)
5. Se nace y se muere (Raúl F. Gómez/Sergio Embrioni)
6. Fin del verano (Raúl F. Gómez) - (03:48)
7. No me traiciones (Raúl F. Gómez/Sergio Embrioni)
8. Vendedor de mentiras (Raúl F. Gómez)
9. Rocas en mi mente (Raúl F. Gómez)
10. Drogado y borracho (Raúl F. Gómez/Horacio Gómez)

## Personal
- Dimi Bass: Bajo y voz
- Sergio Embrioni: Guitarra y coros
- Horacio Gómez: Teclados
- David “Zurdo” Paz: Batería